# Panissage
Panissage ist eine Ortschaft und eine Commune déléguée in der französischen Gemeinde Val-de-Virieu mit 445 Einwohnern (Stand: 1. Januar 2018) im Département Isère in der Region Auvergne-Rhône-Alpes. Die Einwohner werden Panissageois genannt.
Die Gemeinde Panissage wurde am 1. Januar 2019 mit Virieu zur Commune nouvelle Val-de-Virieu zusammengeschlossen. Sie gehörte zum Arrondissement La Tour-du-Pin und zum Kanton Le Grand-Lemps.

## Geografie
Panissage befindet sich etwa 58 Kilometer ostsüdöstlich von Lyon. Die Bourbre begrenzt die Commune déléguée im Südosten. Umgeben wurde die Gemeinde Panissage von den Nachbargemeinden Chélieu im Norden und Osten, Virieu im Südosten, Blandin im Süden und Südwesten sowie Doissin im Westen.

## Bevölkerungsentwicklung
| 1962                       | 1968 | 1975 | 1982 | 1990 | 1999 | 2006 | 2018 |
| -------------------------- | ---- | ---- | ---- | ---- | ---- | ---- | ---- |
| 258                        | 253  | 265  | 292  | 335  | 353  | 414  | 445  |
| Quellen: Cassini und INSEE |      |      |      |      |      |      |      |

## Sehenswürdigkeiten

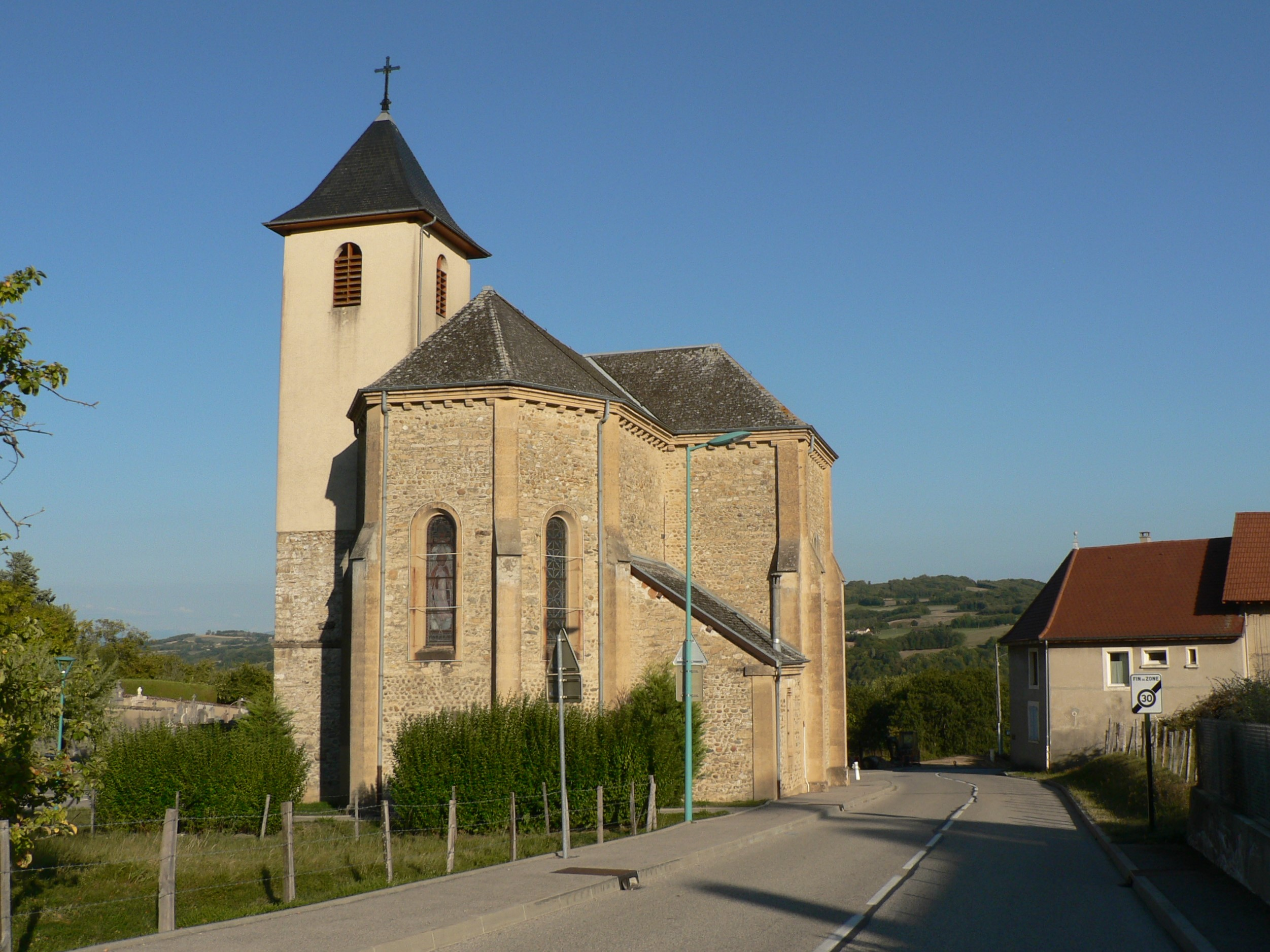
Kirche Saint-Étienne

- Kirche Saint-Étienne